# Le Harem du roi
Le Harem du roi est un roman de l'auteure camerounaise Djaïli Amadou Amal publié en 2024 aux Éditions Emmanuelle Collas. Ce roman relate l'histoire d'amour bouleversante et romanesque d'un couple qui bascule lorsque le pouvoir et la tradition s'invitent dans la modernité.

## Résumé
Ce roman met l’ambition et la tradition en conflit avec l'amour. Boussoura et Seini forment un couple moderne qui vit à Yaoundé. Seini est médecin spécialiste de maladies tropicales, Boussara est professeure de littérature. Parents de 4 grands enfants, ils sont encore amoureux l’un de l’autre. C'est une famille épanouie, jusqu’au jour où tout bascule quand Seini est rattrapé par son passé. Fils de roi, il est appelé à prendre la succession. Malgré les réserves de son épouse, l’attrait du pouvoir est le plus fort. Devenu lamido, commandeur des croyants et garant des traditions et de la religion, il se transforme en roi tout-puissant. Après Les Impatientes et Cœur du Sahel, Djaïli Amadou Amal livre aux lecteurs une histoire d’amour bouleversante et romanesque d’une cruelle actualité. Dans Le Harem du roi, elle brise à nouveau les tabous sur le mariage forcé et la polygamie, en dénonçant la servitude en Afrique et en donnant une voix à celles et ceux qui ne l'ont pas.

### Personnages principaux
- Seini est un prince, qui laisse de côté sa vie de médecin et sa famille à la mort de son oncle, pour régner sur le peuple Peul, très présent en Afrique Occidentale et devenir un lamido.
- Boussoura la femme de Seini, la petite cinquantaine, forme un couple moderne avec son mari avant le changement de statut de ce dernier.

## Contexte et inspiration
Djaïli Amadou Amal pour Le harem du roi, s'inspire de la vie de son ancienne camarade de classe mariée à un lamido. Cela lui ouvre la porte d’un monde très clos, très mystérieux et parfois effrayant qui fascine Amal. L'auteure explore la lutte féminine contre un patriarcat insidieux sous le couvert d'équité religieuse, tout en révélant l'univers méconnu des royaumes africains modernes. À travers l'histoire de Seini, un médecin refusant la polygamie, et de son épouse Boussoura, professeure de lettres, l'écrivaine brosse le portrait d'un couple moderne, éduqué et diplômé dans un Cameroun marqué par les traditions qui va être confronté à une autre vie.

## Réception
Le Harem du roi est le troisième texte de fiction de Djaïli Amadou Amal, publié par la maison d'Éditions Emmanuelle Collas, également éditrice de Les Impatientes, qui remporte en 2020, le prix Goncourt des lycéens. Djaïli Amadou Amal, dans Le Harem du roi renouvelle son approche de la défense des femmes africaines soumises à la polygamie tout en restant fidèle à ses convictions,.

## Analyse
Ce roman de Djaïli Amadou Amal est une œuvre intense qui explore les thèmes de l’amour, du pouvoir et des traditions dans une société patriarcale. À travers le couple formé par Seini, candidat au trône de lamido et Boussoura, son épouse, l’auteure met en lumière les dilemmes que les femmes doivent affronter face aux attentes traditionnelles et à la polygamie. Les personnages féminins, sont touchants et prisonniers d’une « cage dorée ». Elles témoignent de la condition des femmes dans une société où elles sont réduites au silence.

### Dédicace
Elle dédie ce roman à « À sa tante, Djebba Nanna, et à son père, Oustaz Amadou Toukour, de regrettée mémoire, qui ont très tôt aiguisé son intérêt pour la culture et l’histoire traditionnelle peule. »